# Nashville
Nashville er hovedstad i den amerikanske delstat Tennessee. Byen ligger ved floden Cumberlandfloden. Byen har 626.681 indbyggere (2010).
Nashville er kendt som en stor musikby med mange pladestudier. Byen er specielt kendt for sit countrymusik-miljø, hvor koncertstedet (og radioprogrammet) Grand Ole Opry spiller en væsentlig rolle.